# Football Club Internazionale Milano 2023-2024
Questa voce raccoglie le informazioni riguardanti il Football Club Internazionale Milano nelle competizioni ufficiali della stagione 2023-2024.

## Stagione

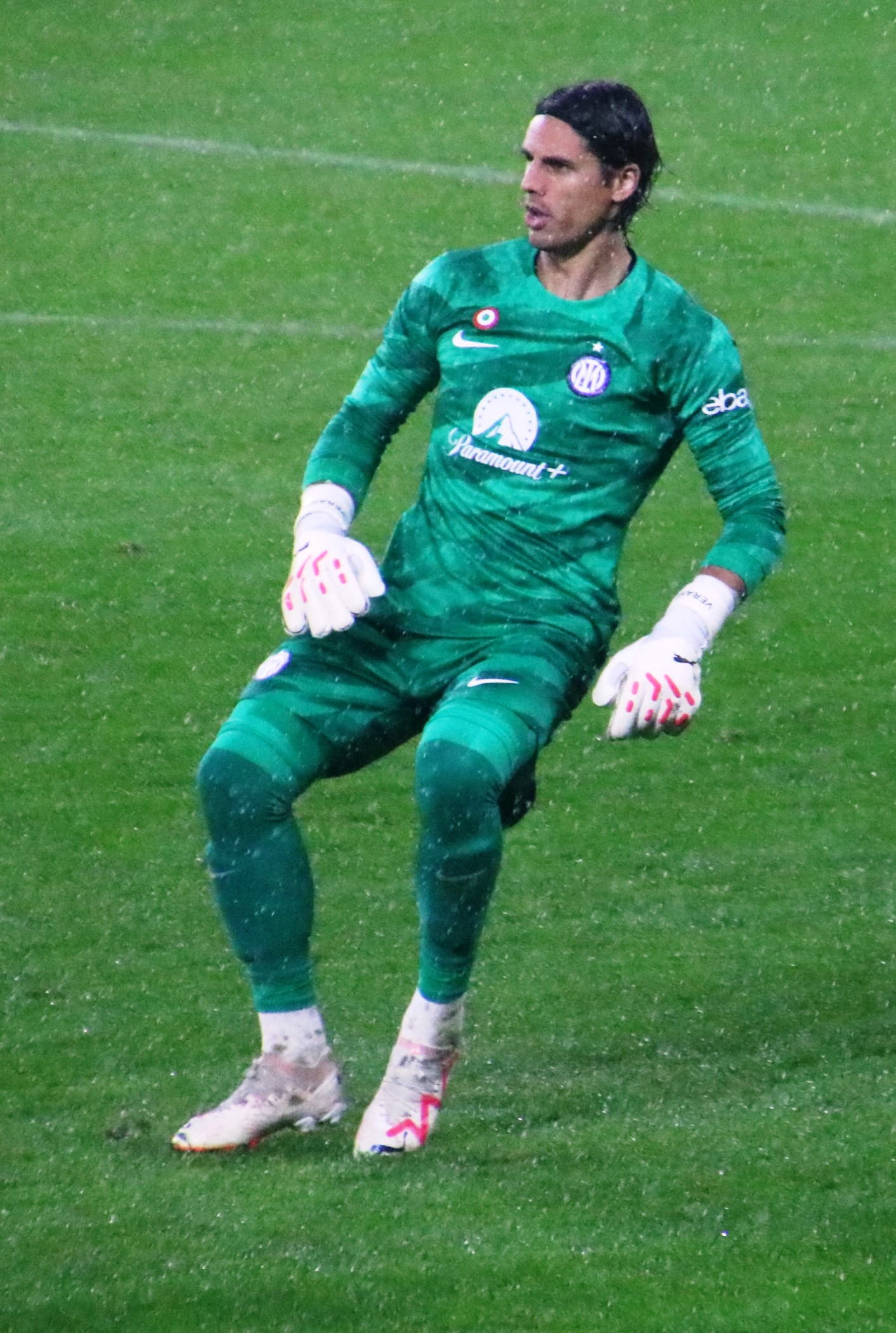
Yann Sommer, nuovo numero uno arrivato dal per sostituire André Onana: lo svizzero si dimostra un portiere affidabile ed emerge come uno dei migliori della stagione interista.

Concluso il campionato al terzo posto, conquistata la finale di Champions League e bissati i successi in Coppa Italia e Supercoppa italiana nella stagione precedente, l'Inter conferma Simone Inzaghi alla guida tecnica della squadra. Sul mercato i nerazzurri compiono un'importante opera di rinnovamento della rosa: in porta, Onana viene ceduto al Manchester Utd dopo una sola stagione e a sostituirlo arriva Sommer dal Bayern Monaco. Lascia anche il capitano Handanovič, a cui non viene rinnovato il contratto in scadenza, rimpiazzato da Audero dalla Sampdoria. In difesa salutano Škriniar e D'Ambrosio, che non rinnovano con i meneghini e si accasano rispettivamente al Paris Saint-Germain e al Monza, e arrivano Pavard dal Bayern Monaco e Bisseck dall'Aarhus. A centrocampo Brozović viene ceduto all'Al-Nassr, venendo sostituito da Frattesi dal Sassuolo. Lascia pure Gagliardini, che non rinnova e si trasferisce al Monza, da cui fa ritorno Sensi; inoltre arriva Klaassen dopo la fine della sua esperienza all'Ajax. Anche la batteria degli esterni viene rinnovata, con Bellanova e Gosens che si accasano rispettivamente al Torino e all'Union Berlino e vengono rimpiazzati da Cuadrado, arrivato da svincolato dalla Juventus, e da Carlos Augusto, acquistato dal Monza. In attacco, i meneghini congedano Lukaku, che fa ritorno al Chelsea, Džeko, che non rinnova e si trasferisce al Fenerbahçe, e Correa, che passa all'Olympique Marsiglia, e accolgono Thuram, arrivato a parametro zero dal Borussia M'gladbach, Arnautović, acquistato dal Bologna, e Sánchez, di ritorno da svincolato dopo l'esperienza all'Olympique Marsiglia.
Nelle prime tre giornate di campionato l'Inter raccoglie altrettante vittorie, appaiando il Milan in testa alla classifica a punteggio pieno: la Beneamata mette in mostra un'ottima tenuta difensiva e un attacco prolifico. Al ritorno dalla sosta per le nazionali di settembre, i nerazzurri battono proprio i rivali cittadini per 5-1 e guadagnano la vetta solitaria della graduatoria: per la Beneamata si tratta del quinto successo in altrettante stracittadine disputate nell'anno solare. L'esordio nella fase a gironi della Champions League, che vede l'Inter inserita nel gruppo D assieme a Benfica, Salisburgo e Real Sociedad, si rivela abbastanza complicato: i nerazzurri, infatti, riescono ad ottenere solo un pareggio in rimonta contro gli spagnoli all'Anoeta. In campionato, dopo una vittoria contro l'Empoli, arriva una sconfitta casalinga contro il Sassuolo, che determina l'aggancio da parte del Milan in testa alla classifica. I nerazzurri, però, alla giornata successiva tornano a vincere sul campo della Salernitana: nell'occasione il nuovo capitano Martínez realizza quattro reti, diventando il primo calciatore a riuscirci da subentrato nella storia della Serie A. Nel debutto europeo a San Siro l'Inter supera il Benfica di misura, grazie alla rete del nuovo acquisto Thuram, che dimostra da subito di formare un'ottima coppia d'attacco con Martínez (ribattezzata giornalisticamente come ThuLa). Al successo contro i portoghesi segue un altro passo falso in campionato, con i meneghini fermati sul pareggio dal Bologna, che comporta il sorpasso da parte del Milan.

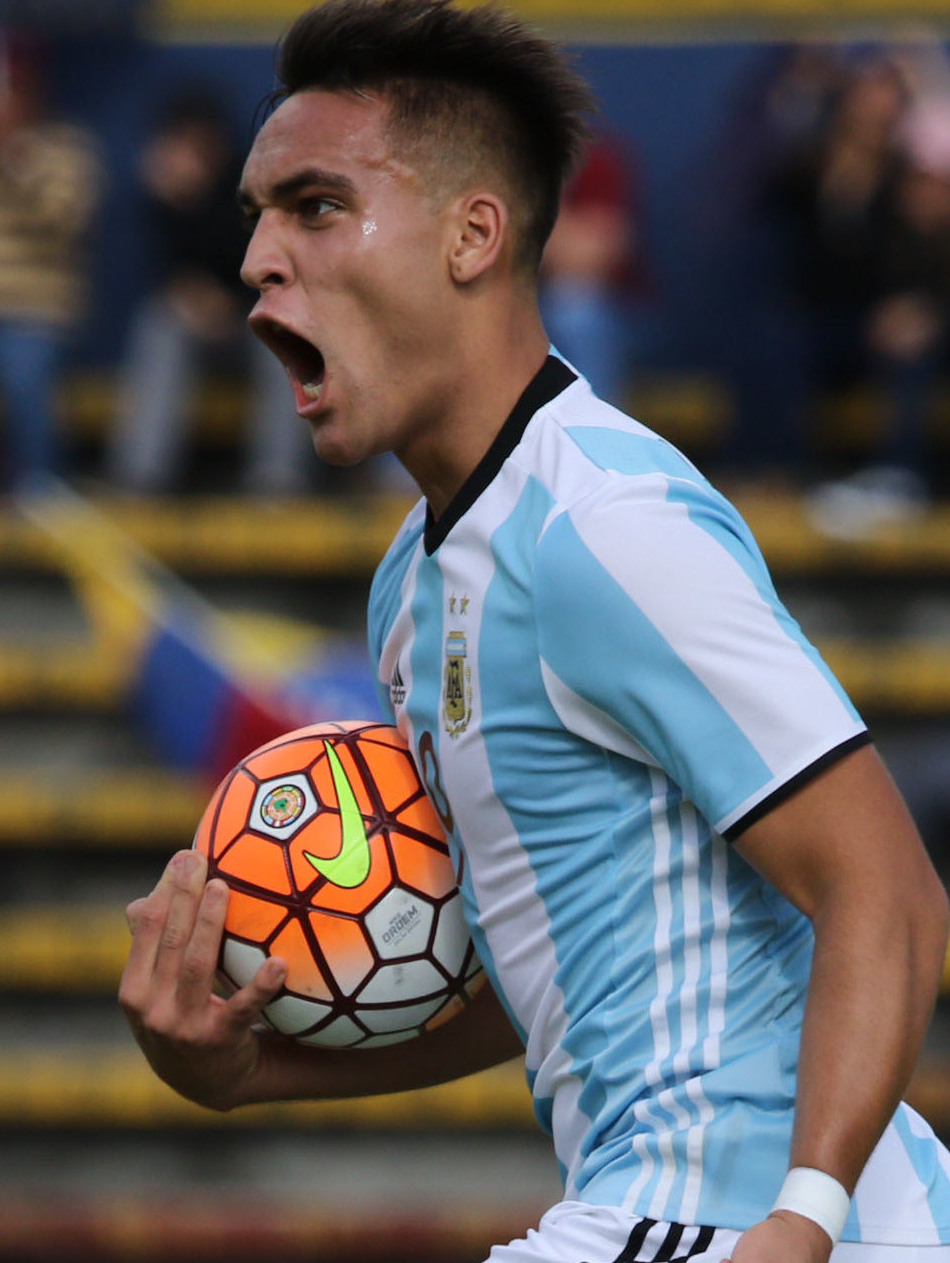
Il capitano Lautaro Martínez, trascinatore dell'Inter campione d'Italia con le sue reti: l'argentino chiude il torneo da MVP e capocannoniere del torneo con 24 reti in 33 presenze.

Alla ripresa dalla sosta per le nazionali di ottobre, l'Inter ritrova la vetta solitaria della classifica, grazie al successo sul campo del Torino e alla sconfitta del Milan contro la Juventus. In Champions League i nerazzurri danno continuità al successo casalingo con il Benfica, vincendo ancora a San Siro contro il Salisburgo. Ritrovata la leadership in campionato, i meneghini allungano a sei lunghezze sui rossoneri vincendo di misura sia contro la Roma che contro l'Atalanta. Alla 4ª giornata di Champions League, l'Inter batte il Salisburgo alla Red Bull Arena e si qualifica agli ottavi della massima competizione continentale con due turni d'anticipo, circostanza che non si verificava da diciannove anni. In campionato i nerazzurri battono anche il Frosinone e confermandosi in testa alla graduatoria con due punti di vantaggio sulla Juventus, nel frattempo salita al secondo posto.
Lo scontro diretto con i piemontesi, programmato al ritorno dalla sosta per le nazionali di novembre, termina in pareggio, così la distanza tra le due rivali rimane inalterata. Ottenuto un pareggio in rimonta contro il Benfica al Da Luz in Champions League, i nerazzurri superano i campioni d'Italia in carica del Napoli al Maradona, e si ripetono contro l'Udinese al Meazza. Nella partita decisiva per l'assegnazione del primo posto nel raggruppamento di Champions League, i meneghini non vanno oltre il pareggio casalingo contro la Real Sociedad, chiudendo quindi al secondo posto dietro agli spagnoli; i nerazzurri mantengono però l'imbattibilità nelle gare della fase a gironi, come era successo solo nell'edizione di diciannove anni prima. In campionato l'Inter supera la Lazio in trasferta e, complice il pareggio della Juventus sul campo del Genoa, si porta a quattro lunghezze sui bianconeri. L'allungo in campionato, però, è seguito dalla sconfitta nei tempi supplementari contro il Bologna negli ottavi di Coppa Italia, che determina l'uscita dalla coppa nazionale dei nerazzurri dopo due successi consecutivi. Dopo aver battuto il Lecce in casa, i meneghini terminano l'anno solare pareggiando in trasferta contro il Genoa e si vedono avvicinati dalla vittoriosa Juventus. Nell'ultima giornata del girone d'andata, l'Inter supera il Verona al Meazza e si laurea campione d'inverno, a due anni di distanza dalla volta precedente, conservando i due punti di vantaggio sui bianconeri.

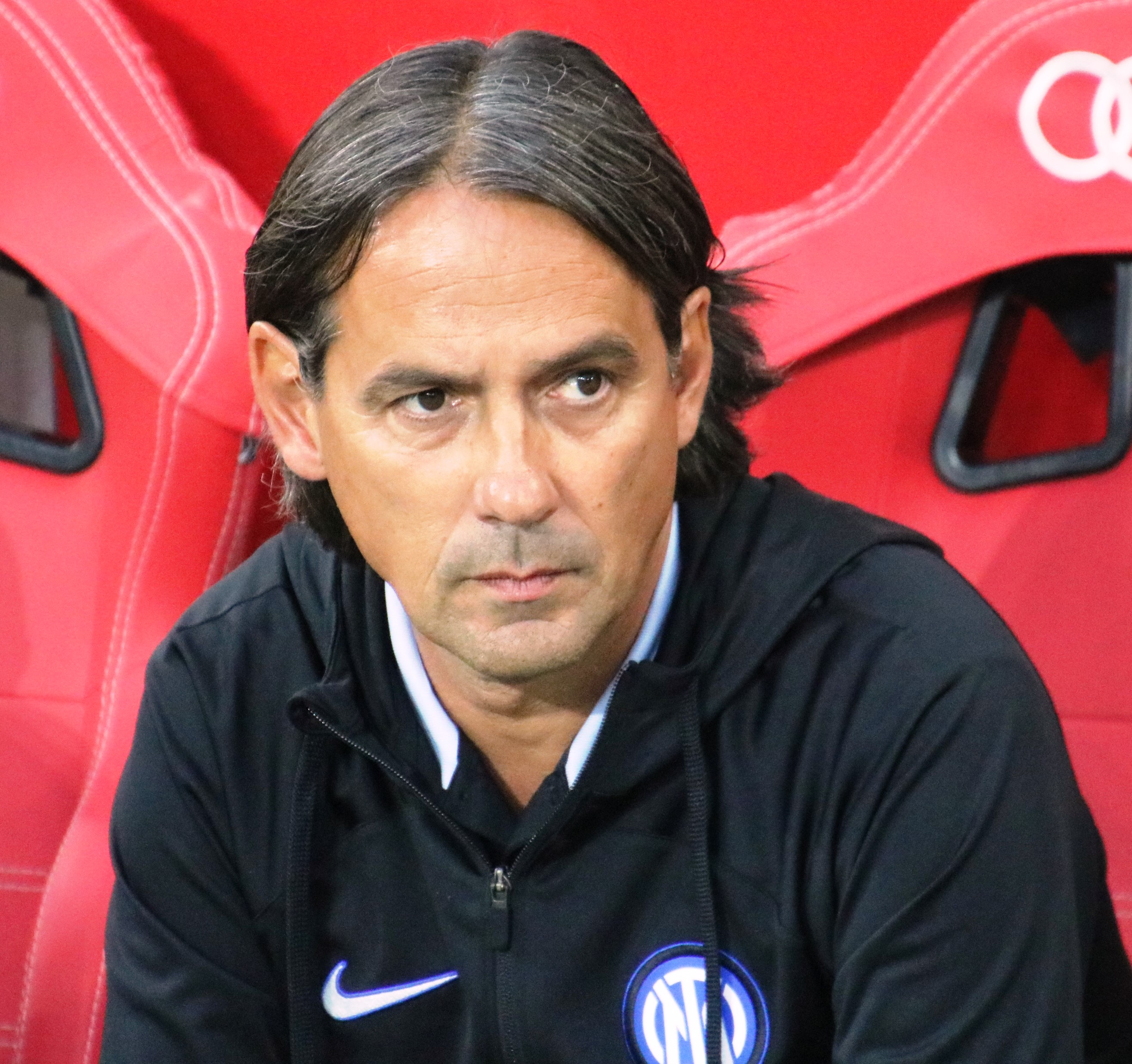
Simone Inzaghi, alla terza stagione sulla panchina dell'Inter, vince il suo primo campionato italiano e centra la conquista della seconda stella a cinquantotto anni dalla prima.

Il girone di ritorno si apre con l'Inter che vince in trasferta contro il Monza e mantiene inalterata la distanza dalla Juventus. Rinviata la successiva gara contro l'Atalanta, i meneghini prendono parte per la dodicesima volta alla Supercoppa italiana, la prima nella storia della competizione con il formato a quattro squadre: in semifinale l'Inter supera la Lazio per 3-0, qualificandosi per l'atto finale della manifestazione contro i campioni d'Italia in carica del Napoli. Nella finale disputata allo stadio dell'Università Re Sa'ud di Riad, i nerazzurri battono i partenopei per 1-0 con il gol decisivo di Martínez e si aggiudicano il trofeo per l'ottava volta nella loro storia nonché per la terza consecutiva, eguagliando il primato stabilito dal Milan (dal 1992 al 1994). Perso il primato in campionato a causa del rinvio della gara contro l'Atalanta e del contestuale successo della Juventus, l'Inter si riprende la vetta solitaria della graduatoria già alla 22ª giornata, battendo la Fiorentina in trasferta e approfittando del pareggio dei rivali. Nella giornata successiva i nerazzurri allungano a quattro punti sui bianconeri, superandoli per 1-0 nello scontro diretto giocato al Meazza. Il divario tra le due contendenti aumenta tra la 24ª e la 25ª giornata, con l'Inter che vince in rimonta con la Roma all'Olimpico e poi sconfigge tra le mura amiche la Salernitana, mentre la Juventus inciampa perdendo con l'Udinese e pareggiando a Verona.

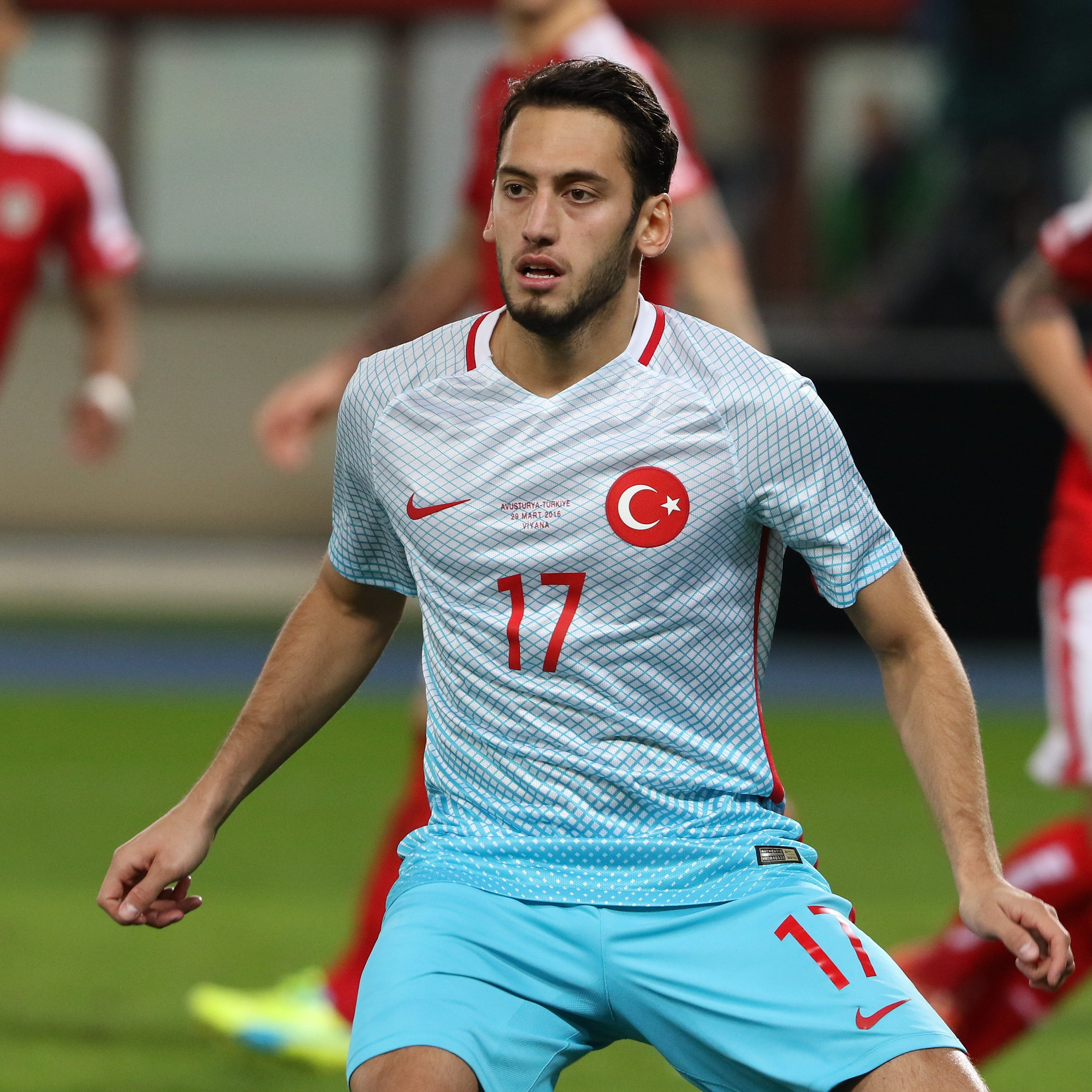
Hakan Çalhanoğlu, divenuto con la partenza di Marcelo Brozović il regista titolare della squadra, è tra i protagonisti principali della vittoria del titolo italiano e a fine stagione viene eletto miglior centrocampista del campionato.

Nell'andata degli ottavi di Champions League i meneghini sono opposti agli spagnoli dell'Atlético Madrid, incontrati in precedenza solo nella Supercoppa UEFA del 2010: la sfida al Meazza si risolve con la vittoria dei nerazzurri per 1-0. Colto il successo europeo, l'Inter prosegue la sua striscia di successi in campionato, superando prima il Lecce e poi l'Atalanta — nel recupero della 21ª giornata rinviata a gennaio — e portandosi a dodici lunghezze dalla Juventus. Il vantaggio sui bianconeri aumenta a quindici punti già nel turno successivo, per effetto della vittoria sul Genoa e della sconfitta dei rivali sul campo del Napoli. Centrata la decima vittoria di fila in campionato grazie al successo contro il Bologna, l'Inter vede però l'eliminazione europea: nel ritorno degli ottavi di Champions League contro l'Atlético Madrid, i meneghini escono battuti per 2-1 al termine dei tempi supplementari e devono arrendersi ai madrileni per 3-2 nella serie dei tiri di rigore. In campionato la striscia di successi consecutivi si interrompe contro il Napoli, che ferma i nerazzurri sul pareggio.
Al ritorno dalla sosta per le nazionali di marzo, i nerazzurri ottengono un successo contro l'Empoli, mantenendo inalterato il vantaggio di quattordici lunghezze sul secondo posto, nel frattempo occupato dal Milan e non più dalla Juventus. Nelle due gare successive arrivano una vittoria esterna contro l'Udinese e un pareggio casalingo contro il Cagliari, con il vantaggio che resta invariato per effetto dei risultati dei rossoneri. In particolare, la vittoria contro l'Udinese fa segnare un nuovo record nella storia della Serie A, con l'Inter che diventa la prima squadra capace di andare a segno per le prime 31 partite consecutive di un singolo campionato. Alla 33ª giornata l'Inter supera il Milan per 2-1 nella stracittadina e conquista il ventesimo scudetto della sua storia con cinque giornate d'anticipo, superando i rossoneri nell'albo d'oro del campionato e raggiungendo la seconda stella, a cinquantotto anni dalla prima. Nella gara successiva alla vittoria aritmetica del titolo, i nerazzurri battono il Torino con la doppietta di Çalhanoğlu, che si conferma uno dei protagonisti principali dell'annata. Il successo contro i granata è seguito dalla sconfitta sul campo del Sassuolo e da una vittoria su quello del Frosinone, prima del pareggio contro la Lazio nell'ultima gara casalinga. L'epilogo del campionato vede un altro pareggio contro il Verona, che determina il punteggio finale di 94 punti: per i nerazzurri si tratta del secondo miglior punteggio della loro storia, dietro solo ai 97 punti totalizzati nella stagione 2006-2007.
L'Inter inoltre chiuderà con 19 punti di distacco sul Milan secondo (il secondo maggior distacco di sempre nella storia della Serie A dopo l'Inter di Mancini nel campionato 2006-2007), con il miglior attacco del campionato (89 gol segnati), la miglior difesa (22 gol subiti) e una differenza reti di +67, la quinta migliore di sempre e la migliore in Serie A dalla stagione 1950-1951.
Sul fronte societario, alla vigilia dell'ultimo impegno ufficiale della stagione, si assiste a un cambio di proprietà: infatti, la società d'investimento statunitense Oaktree Capital Management subentra al Suning Holdings Group come azionista di maggioranza, provvedendo nelle settimane seguenti alla nomina di un nuovo consiglio d'amministrazione e di Giuseppe Marotta come presidente al posto di Steven Zhang.

## Divise e sponsor

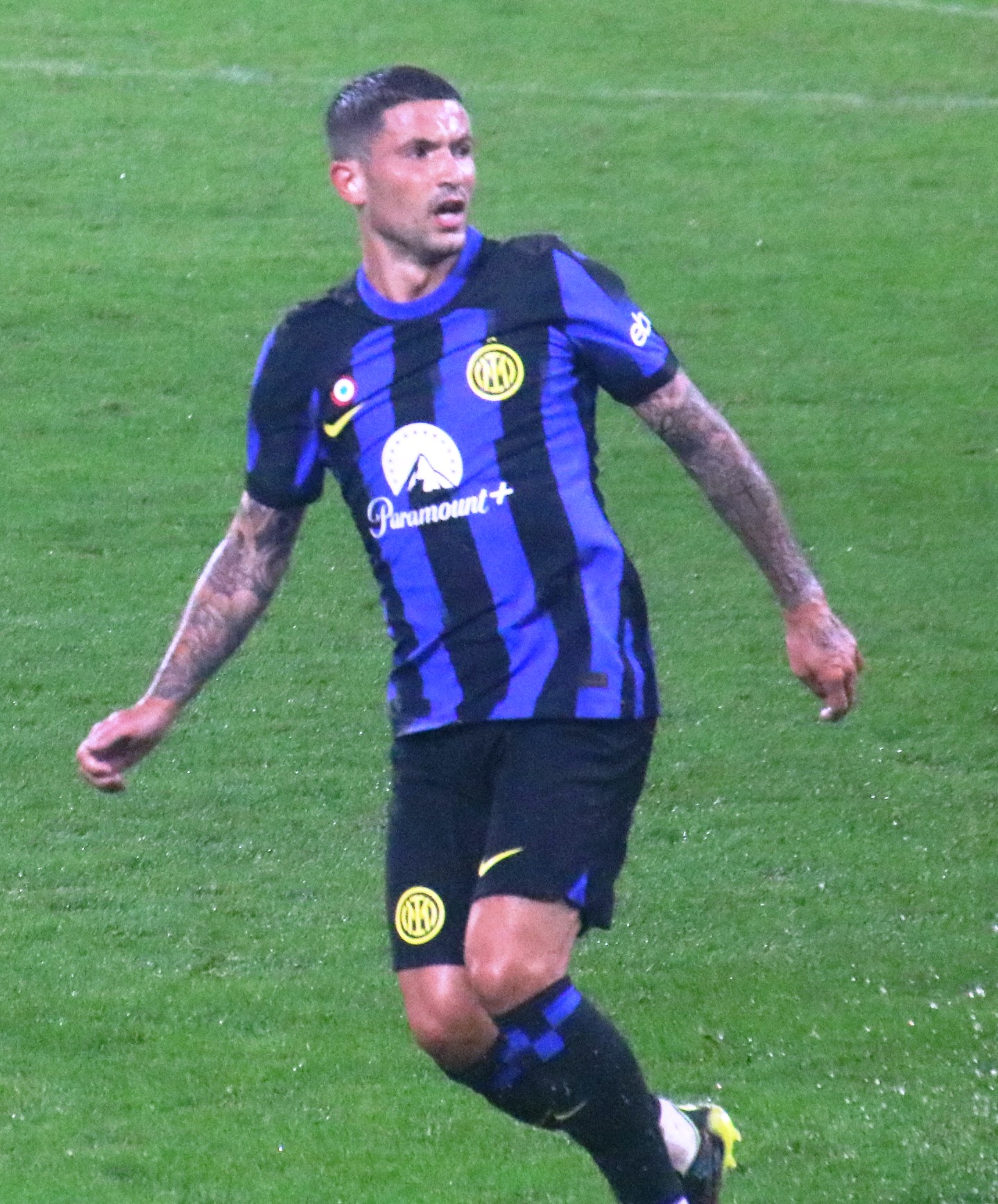
Stefano Sensi con indosso la divisa home, come da tradizione a righe nerazzurre, recante il main sponsor Paramount+ con logo e lettering.

Lo sponsor tecnico per la stagione 2023-2024 è Nike, che rinnova il suo accordo di partnership con l'Inter, mentre gli sponsor ufficiali sono il main sponsor Paramount+, che si conferma sul fronte della maglia dopo le due partite conclusive della stagione precedente, lo sleeve sponsor eBay, anch'esso confermato, e il back sponsor U-Power. Il training kit front partner è LeoVegas.News, mentre il training kit back partner è Konami, entrambi confermati.
La maglia home presenta un motivo a mosaico che sfuma tra le classiche strisce nerazzurre; lo stesso motivo si ritrova all'interno del colletto, affiancato alla bandiera di Milano, presente sempre sotto forma di mosaico. La parte superiore del busto è occupata da una fascia a tinta unita nera; il colletto a girocollo è blu, mentre i bordi delle maniche sono neri. Lo swoosh caratteristico dello sponsor tecnico è in giallo, così come lo stemma societario; gli sponsor ufficiali, invece, sono in bianco. I pantaloncini sono neri con dettagli gialli e un piccolo inserto azzurro sul lato, così come i calzettoni, che presentano invece un motivo nerazzurro nella parte superiore. La maglia away è bianca con una banda diagonale nerazzurra, un elemento ricorrente nelle divise da trasferta del club e che mancava dalla stagione 2012-2013: per l'occasione, la fascia diagonale è interrotta da una sequenza sfumata con un effetto mosaico, dove trova posto il main sponsor e da cui si origina un'inversione tra i colori della banda; il colletto è a V, mentre i bordi delle maniche sono bianchi. Lo swoosh è in azzurro, mentre lo stemma societario è nella versione con i colori sociali, a differenza di quanto avviene nella maglia home, dove è nella versione monocromatica; lo sponsor ufficiale, che nella away compare solo con il lettering, è nero. I pantaloncini sono bianchi con dettagli azzurri, così come i calzettoni, che hanno il motivo nerazzurro già visto nella divisa home. La maglia third è arancione, un colore che mancava per le terze divise del club dalla stagione 2001-2002; il colletto a girocollo è blu scuro e grigio, i bordi delle maniche sono grigi mentre sui fianchi è presente un inserto blu scuro. Lo swoosh è in nero, così come lo stemma societario; anche gli sponsor ufficiali sono neri. I pantaloncini sono arancioni con inserti blu scuro, mentre i calzettoni sono completamente arancioni. Per i portieri sono disponibili quattro colorazioni: nero, verde, arancione e azzurro.

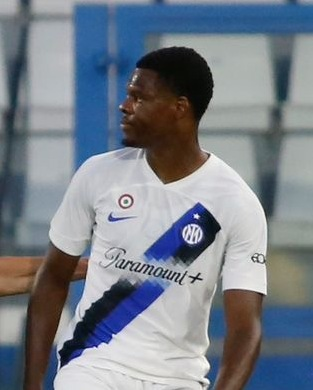
Denzel Dumfries con la maglia away bianca, caratterizzata dalla banda diagonale nerazzurra, in cui il main sponsor compare col solo lettering.

Nella gara di campionato contro il Torino del 21 ottobre 2023, i giocatori sono scesi in campo indossando la maglia away abbinata a dei pantaloncini azzurri al posto dei tradizionali bianchi; i pantaloncini azzurri erano stati indossati per l'ultima volta negli anni 1980: tale circostanza si è ripetuta nel match di campionato contro il Bologna. Nella partita di Champions League contro il Salisburgo dell'8 novembre successivo, la squadra ha indossato una versione alternativa della away, in cui lo sponsor ufficiale Paramount+ compariva con il logo e non solo con il lettering.  Nella partita di campionato contro la Roma del 10 febbraio 2024, in occasione delle celebrazioni per il Capodanno cinese, i giocatori sono scesi in campo con una versione speciale della away, che recava i nomi dei calciatori in caratteri cinesi e i numeri di maglia personalizzati con un logo creato appositamente per la ricorrenza.
Nel corso dell'annata sono state realizzate delle divise speciali in collaborazione con Paramount+, main sponsor della maglia nerazzurra: nella gara di campionato contro l'Udinese del 9 dicembre, i calciatori hanno giocato con una versione speciale della maglia home che recava il logo dei Transformers al posto di quello di Paramount+ per pubblicizzare l'omonimo media franchise. Nella gara di campionato contro il Genoa del 4 marzo, i calciatori hanno indossato una versione speciale della maglia home che recava il logo delle Teenage Mutant Ninja Turtles al posto di quello di Paramount+ per sponsorizzare l'omonimo media franchise. Nella partita di campionato contro il Cagliari del 14 aprile, i giocatori hanno vestito una versione speciale della maglia home che riportava il logo di Star Trek al posto di Paramount+ per pubblicizzare l'omonimo media franchise.
In occasione della gara di campionato contro l'Empoli del 1º aprile, i calciatori hanno indossato una maglia speciale dedicata alla scarpa Air Max DN, con il logo della stessa sotto il colletto e le personalizzazioni della divisa in giallo.
| Casa | Casa (alternativa) | Trasferta | Trasferta (alternativa) | Terza divisa |

| 1ª portiere | 2ª portiere | 3ª portiere | 4ª portiere |

## Organigramma societario
Area direttiva
- Presidente: Steven Zhang, poi Giuseppe Marotta[1]
- Vice Presidente: Javier Zanetti
- Consiglio di Amministrazione:[106] Steven Zhang, Alessandro Antonello, Giuseppe Marotta, Xu Yichen[107] Zhu Qing, Zhou Bin, Ying Ruohan, Daniel Kar Keung Tseung, Carlo Marchetti, Amedeo Carassai
- Consiglio di Amministrazione:[108] Giuseppe Marotta, Alessandro Antonello, Alejandro Cano, Katherine Ralph, Renato Meduri, Carlo Ligori, Delphine Nannan, Fausto Zanetton, Amedeo Carassai, Carlo Marchetti
- Collegio sindacale. Sindaci effettivi: Alessandro Padula, Roberto Cassader, Simone Biagiotti
- Amministratore Delegato Corporate: Alessandro Antonello
- Amministratore Delegato Sport: Giuseppe Marotta
- Chief Revenue Officer: Luca Danovaro
- Chief Financial Officer: Andrea Accinelli
- Chief People Officer: Lionel Sacchi
- Chief Operating Officer: Mark Van Huuksloot

Area comunicazione
- Chief Communications Officer: Matteo Pedinotti
- Media House Director: Roberto Monzani
- Head of Press Office and Editorial Content: Leo Picchi
- Responsabile Rapporti con i Media ed Eventi di Comunicazione: Luigi Crippa
- Ufficio Stampa: Daria Nicoli, Andrea Dal Canton, Federica Sala
- Presidente Onorario Inter Club: Bedy Moratti
- Direttore Responsabile Inter TV: Roberto Scarpini

Area sportiva
- Direttore sportivo: Piero Ausilio
- Vice Direttore Sportivo: Dario Baccin
- Club manager: Riccardo Ferri
- Team manager: Matteo Tagliacarne

Area tecnica
- Allenatore: Simone Inzaghi
- Vice allenatore: Massimiliano Farris
- Collaboratori tecnici: Mario Cecchi, Ferruccio Cerasaro, Riccardo Rocchini
- Preparatori atletici: Fabio Ripert, Claudio Spicciarello
- Preparatore dei portieri: Gianluca Zappalà, Gianluca Spinelli[110]

Football analysis area
- Responsabile area match analysis: Filippo Lorenzon
- Match analysts: Stefano Castellani, Giacomo Toninato, Salvatore Rustico
- Fitness data analyst: Marcello Muratore

Area sanitaria
- Responsabile settore medico: Piero Volpi
- Medici prima squadra: Claudio Sprenger, Alessandro Quaglia, Lorenzo Brambilla
- Coordinatore fisioterapisti: Marco Dellacasa
- Fisioterapisti: Leonardo Arici, Ramon Cavallin, Miro Carli, Davide Lama,
- Fisioterapista/osteopata: Andrea Veschi
- Nutrizionista: Matteo Pincella

## Rosa
Rosa e numerazione aggiornate al 4 febbraio 2024.
| N. |                        | Ruolo | Calciatore                  |
| -- | ---------------------- | ----- | --------------------------- |
| 1  | Svizzera (bandiera)    | P     | Yann Sommer                 |
| 2  | Paesi Bassi (bandiera) | D     | Denzel Dumfries             |
| 5  | Italia (bandiera)      | C     | Stefano Sensi               |
| 6  | Paesi Bassi (bandiera) | D     | Stefan de Vrij              |
| 7  | Colombia (bandiera)    | C     | Juan Cuadrado               |
| 8  | Austria (bandiera)     | A     | Marko Arnautović            |
| 9  | Francia (bandiera)     | A     | Marcus Thuram               |
| 10 | Argentina (bandiera)   | A     | Lautaro Martínez (capitano) |
| 12 | Italia (bandiera)      | P     | Raffaele Di Gennaro         |
| 14 | Paesi Bassi (bandiera) | C     | Davy Klaassen               |
| 15 | Italia (bandiera)      | D     | Francesco Acerbi            |
| 16 | Italia (bandiera)      | C     | Davide Frattesi             |
| 17 | Canada (bandiera)      | C     | Tajon Buchanan              |

| N. |                     | Ruolo | Calciatore                     |
| -- | ------------------- | ----- | ------------------------------ |
| 20 | Turchia (bandiera)  | C     | Hakan Çalhanoğlu               |
| 21 | Albania (bandiera)  | C     | Kristjan Asllani               |
| 22 | Armenia (bandiera)  | C     | Henrix Mxit'aryan              |
| 23 | Italia (bandiera)   | C     | Nicolò Barella (vice capitano) |
| 28 | Francia (bandiera)  | D     | Benjamin Pavard                |
| 30 | Brasile (bandiera)  | C     | Carlos Augusto                 |
| 31 | Germania (bandiera) | D     | Yann Aurel Bisseck             |
| 32 | Italia (bandiera)   | D     | Federico Dimarco               |
| 36 | Italia (bandiera)   | D     | Matteo Darmian                 |
| 41 | Nigeria (bandiera)  | C     | Ebenezer Akinsanmiro           |
| 42 | Francia (bandiera)  | C     | Lucien Agoumé                  |
| 70 | Cile (bandiera)     | A     | Alexis Sánchez                 |
| 77 | Italia (bandiera)   | P     | Emil Audero                    |
| 95 | Italia (bandiera)   | D     | Alessandro Bastoni             |

## Calciomercato

### Sessione estiva(dal 1/7 al 1/9)
| Acquisti         | Acquisti                 | Acquisti               | Acquisti                                                                             |
| R.               | Nome                     | da                     | Modalità                                                                             |
| ---------------- | ------------------------ | ---------------------- | ------------------------------------------------------------------------------------ |
| P                | Emil Audero              | Sampdoria              | prestito con diritto di riscatto                                                     |
| P                | Raffaele Di Gennaro      | Gubbio                 | definitivo                                                                           |
| P                | Yann Sommer              | Bayern Monaco          | definitivo (6,75 milioni €)                                                          |
| D                | Yann Aurel Bisseck       | Aarhus                 | definitivo (7 milioni €)                                                             |
| D                | Benjamin Pavard          | Bayern Monaco          | definitivo (30 milioni €)                                                            |
| C                | Lucien Agoumé            | Troyes                 | fine prestito                                                                        |
| C                | Carlos Augusto           | Monza                  | prestito con obbligo di riscatto                                                     |
| C                | Juan Cuadrado            |                        | svincolato                                                                           |
| C                | Davide Frattesi          | Sassuolo               | prestito (6 milioni €) con obbligo di riscatto (27 milioni € + 5 milioni € di bonus) |
| C                | Davy Klaassen            |                        | svincolato                                                                           |
| C                | Stefano Sensi            | Monza                  | fine prestito                                                                        |
| A                | Marko Arnautović         | Bologna                | prestito con obbligo di riscatto                                                     |
| A                | Alexis Sánchez           |                        | svincolato                                                                           |
| A                | Marcus Thuram            |                        | svincolato                                                                           |
| Altre operazioni |                          |                        |                                                                                      |
| R.               | Nome                     | da                     | Modalità                                                                             |
| P                | Fabrizio Bagheria        | Livorno                | fine prestito                                                                        |
| P                | Gabriel Brazão           | SPAL                   | fine prestito                                                                        |
| P                | Ionuț Radu               | Auxerre                | fine prestito                                                                        |
| P                | William Rovida           | Carrarese              | fine prestito                                                                        |
| P                | Filip Stanković          | Volendam               | fine prestito                                                                        |
| D                | Francesco Acerbi         | Lazio                  | riscatto del cartellino (3,5 milioni €)                                              |
| D                | Andi Hoti                | Friburgo               | fine prestito                                                                        |
| D                | Marco Monti              | Virtus CiseranoBergamo | fine prestito                                                                        |
| D                | Andrea Moretti           | Pro Sesto              | fine prestito                                                                        |
| D                | Edoardo Sottini          | Avellino               | fine prestito                                                                        |
| D                | Zinho Vanheusden         | AZ Alkmaar             | fine prestito                                                                        |
| D                | Davide Zugaro De Matteis | Sangiuliano City       | fine prestito                                                                        |
| C                | Kristjan Asllani         | Empoli                 | riscatto del cartellino (10 milioni €)                                               |
| C                | Mattia Ballabio          | Casatese               | fine prestito                                                                        |
| C                | Simone Bonavita          | Napoli                 | fine prestito                                                                        |
| C                | Giovanni Fabbian         | Reggina                | fine prestito                                                                        |
| C                | Valentino Lazaro         | Torino                 | fine prestito                                                                        |
| C                | Darian Males             | Basilea                | fine prestito                                                                        |
| C                | Francesco Nunziatini     | San Donato Tavarnelle  | fine prestito                                                                        |
| C                | Gaetano Oristanio        | Volendam               | fine prestito                                                                        |
| C                | Lorenzo Peschetola       | Latina                 | fine prestito                                                                        |
| C                | Marco Pompetti           | Südtirol               | fine prestito                                                                        |
| C                | Mattia Sangalli          | Trento                 | fine prestito                                                                        |
| C                | Alessandro Silvestro     | Montevarchi            | fine prestito                                                                        |
| C                | Niccolò Squizzato        | Renate                 | fine prestito                                                                        |
| C                | Franco Vezzoni           | Pro Patria             | fine prestito                                                                        |
| C                | David Wieser             | Pro Sesto              | fine prestito                                                                        |
| A                | Facundo Colidio          | Tigre                  | fine prestito                                                                        |
| A                | Sebastiano Esposito      | Bari                   | fine prestito                                                                        |
| A                | Samuele Mulattieri       | Frosinone              | fine prestito                                                                        |
| A                | Eddie Salcedo            | Genoa                  | fine prestito                                                                        |
| A                | Martín Satriano          | Empoli                 | fine prestito                                                                        |

| Cessioni         | Cessioni                 | Cessioni                 | Cessioni                                           |
| R.               | Nome                     | a                        | Modalità                                           |
| ---------------- | ------------------------ | ------------------------ | -------------------------------------------------- |
| P                | Alex Cordaz              |                          | svincolato                                         |
| P                | Samir Handanovič         |                          | svincolato                                         |
| P                | André Onana              | Manchester Utd           | definitivo (52,5 milioni € più 5 milioni di bonus) |
| D                | Raoul Bellanova          | Cagliari                 | fine prestito                                      |
| D                | Dalbert                  |                          | svincolato                                         |
| D                | Danilo D'Ambrosio        | Monza                    | svincolato                                         |
| D                | Milan Škriniar           |                          | svincolato                                         |
| D                | Mattia Zanotti           | San Gallo                | prestito                                           |
| C                | Marcelo Brozović         | Al-Nassr                 | definitivo (18 milioni €)                          |
| C                | Valentín Carboni         | Monza                    | prestito                                           |
| C                | Roberto Gagliardini      |                          | svincolato                                         |
| C                | Robin Gosens             | Union Berlino            | definitivo (13 milioni € più 2 milioni di bonus)   |
| A                | Joaquín Correa           | Olympique Marsiglia      | prestito (2 milioni €) con diritto di riscatto     |
| A                | Edin Džeko               |                          | svincolato                                         |
| A                | Romelu Lukaku            | Chelsea                  | fine prestito                                      |
| Altre operazioni |                          |                          |                                                    |
| R.               | Nome                     | a                        | Modalità                                           |
| P                | Fabrizio Bagheria        |                          | svincolato                                         |
| P                | Nikolaos Botis           | Monopoli                 | prestito                                           |
| P                | Gabriel Brazão           | Ternana                  | prestito                                           |
| P                | Ionuț Radu               | Bournemouth              | prestito con diritto di riscatto                   |
| P                | William Rovida           | Pro Patria               | prestito                                           |
| P                | Filip Stanković          | Sampdoria                | prestito con diritto di riscatto e contro-riscatto |
| D                | Kristian Dervishi        | Taranto                  | definitivo                                         |
| D                | Stefano Di Pentima       | Club Milano              | definitivo                                         |
| D                | Alessandro Fontanarosa   | Cosenza                  | prestito                                           |
| D                | Andi Hoti                | Magdeburgo               | definitivo (250mila €)                             |
| D                | Marco Monti              |                          | svincolato                                         |
| D                | Andrea Moretti           | Pro Patria               | prestito                                           |
| D                | Andrea Pelamatti         | Torres                   | definitivo                                         |
| D                | Lorenzo Pirola           | Salernitana              | riscatto del cartellino (5 milioni €)              |
| D                | Andrea Pozzi             | Union Clodiense Chioggia | definitivo                                         |
| D                | Alessandro Silvestro     | Fiorenzuola              | prestito                                           |
| D                | Edoardo Sottini          | Cittadella               | definitivo                                         |
| D                | Zinho Vanheusden         | Standard Liegi           | prestito                                           |
| D                | Davide Zugaro De Matteis |                          | svincolato                                         |
| C                | Silas Andersen           | Utrecht                  | definitivo                                         |
| C                | Mattia Ballabio          |                          | svincolato                                         |
| C                | Nicolò Biral             | Fermana                  | prestito                                           |
| C                | Simone Bonavita          | Real Casalnuovo          | definitivo                                         |
| C                | Giovanni Fabbian         | Bologna                  | definitivo (5 milioni €)                           |
| C                | Jacopo Gianelli          | Fermana                  | prestito                                           |
| C                | Samuel Grygar            | Baník Ostrava            | definitivo                                         |
| C                | Valentino Lazaro         | Torino                   | definitivo (4 milioni €)                           |
| C                | Darian Males             | Young Boys               | definitivo (2 milioni €)                           |
| C                | Jacopo Martini           | Foggia                   | prestito                                           |
| C                | Francesco Nunziatini     | Torres                   | prestito                                           |
| C                | Gaetano Oristanio        | Cagliari                 | prestito con diritto di riscatto e contro-riscatto |
| C                | Tibo Persyn              | Eindhoven                | definitivo                                         |
| C                | Lorenzo Peschetola       | Monopoli                 | definitivo                                         |
| C                | Marco Pompetti           | Catanzaro                | definitivo                                         |
| C                | Mattia Sangalli          | Trento                   | definitivo                                         |
| C                | Niccolò Squizzato        | Pescara                  | definitivo                                         |
| C                | Franco Vezzoni           | Foggia                   | definitivo                                         |
| C                | David Wieser             | Mantova                  | definitivo                                         |
| A                | Facundo Colidio          | River Plate              | definitivo (4,5 milioni €)                         |
| A                | Dennis Curatolo          | Fermana                  | prestito                                           |
| A                | Francesco Pio Esposito   | Spezia                   | prestito con diritto di riscatto e contro-riscatto |
| A                | Sebastiano Esposito      | Sampdoria                | prestito con diritto di riscatto e contro-riscatto |
| A                | Nikola Iliev             | CSKA 1948 Sofia          | prestito con diritto di riscatto e contro-riscatto |
| A                | Samuele Mulattieri       | Sassuolo                 | definitivo (6 milioni €)                           |
| A                | Andrea Pinamonti         | Sassuolo                 | riscatto del cartellino (20 milioni €)             |
| A                | Eddie Salcedo            | Eldense                  | prestito con diritto di riscatto                   |
| A                | Martín Satriano          | Brest                    | prestito                                           |

### Sessione invernale(dal 2/1 al 1/2)
| Acquisti         | Acquisti             | Acquisti    | Acquisti                                        |
| R.               | Nome                 | da          | Modalità                                        |
| ---------------- | -------------------- | ----------- | ----------------------------------------------- |
| D                | Tajon Buchanan       | Club Bruges | definitivo (7 milioni € + 3 milioni € di bonus) |
| Altre operazioni |                      |             |                                                 |
| P                | Nikolaos Botis       | Monopoli    | fine prestito                                   |
| P                | Gabriel Brazão       | Ternana     | fine prestito                                   |
| D                | Franco Carboni       | Monza       | fine prestito                                   |
| D                | Alessandro Silvestro | Fiorenzuola | fine prestito                                   |
| A                | Dennis Curatolo      | Fermana     | fine prestito                                   |
| A                | Eddie Salcedo        | Eldense     | fine prestito                                   |
| R.               | Nome                 | da          | Modalità                                        |

| Cessioni         | Cessioni             | Cessioni        | Cessioni                                       |
| R.               | Nome                 | a               | Modalità                                       |
| ---------------- | -------------------- | --------------- | ---------------------------------------------- |
| C                | Lucien Agoumé        | Siviglia        | prestito con diritto di riscatto (8 milioni €) |
| C                | Tommaso Guercio      | Śląsk Breslavia | definitivo                                     |
| Altre operazioni |                      |                 |                                                |
| P                | Nikolaos Botis       | Olympiacos      | definitivo                                     |
| P                | Gabriel Brazão       |                 | risoluzione                                    |
| D                | Franco Carboni       | Ternana         | prestito                                       |
| D                | Alem Nezirevic       | Bologna         | prestito                                       |
| D                | Alessandro Silvestro | Foggia          | prestito                                       |
| C                | Tommaso Ricordi      | AlbinoLeffe     | definitivo                                     |
| A                | Dennis Curatolo      | Pro Patria      | prestito                                       |
| A                | Eddie Salcedo        | Lecco           | prestito                                       |
| A                | Gabriele Vedovati    | Sassuolo        | definitivo                                     |
| A                | Kevin Zefi           | Roma            | definitivo                                     |
| A                | Jan Żuberek          | Ternana         | prestito                                       |
| R.               | Nome                 | da              | Modalità                                       |

## Risultati

### Serie A

#### Girone di andata
| Arbitro: | Colombo (Como) |

|                  |           |  |
| Martínez 8’, 76’ | Marcatori |  |

| Arbitro: | Fabbri (Ravenna) |

|  |           |                           |
|  | Marcatori | 21’ Dumfries 30’ Martínez |

| Arbitro: | Marchetti (Ostia Lido) |

|                                                    |           |  |
| Thuram 23’ Martínez 53’, 73’ Çalhanoğlu 58’ (rig.) | Marcatori |  |

| Arbitro: | Sozza (Seregno) |

|                                                                    |           |          |
| Mxit'aryan 5’, 69’ Thuram 38’ Çalhanoğlu 79’ (rig.) Frattesi 90+3’ | Marcatori | 57’ Leão |

| Arbitro: | Marcenaro (Genova) |

|  |           |             |
|  | Marcatori | 51’ Dimarco |

| Arbitro: | Massimi (Termoli) |

|                |           |                         |
| Dumfries 45+1’ | Marcatori | 54’ Bajrami 63’ Berardi |

| Arbitro: | Abisso (Palermo) |

|  |           |                                    |
|  | Marcatori | 62’, 77’, 85’ (rig.), 89’ Martínez |

| Arbitro: | Guida (Torre Annunziata) |

|                         |           |                                 |
| Acerbi 11’ Martínez 13’ | Marcatori | 19’ (rig.) Orsolini 52’ Zirkzee |

| Arbitro: | Marchetti (Ostia Lido) |

|  |           |                                                 |
|  | Marcatori | 59’ Thuram 67’ Martínez 90+5’ (rig.) Çalhanoğlu |

| Arbitro: | Maresca (Napoli) |

|            |           |  |
| Thuram 81’ | Marcatori |  |

| Arbitro: | Sozza (Seregno) |

|              |           |                                    |
| Scamacca 61’ | Marcatori | 40’ (rig.) Çalhanoğlu 57’ Martínez |

| Arbitro: | Dionisi (L'Aquila) |

|                                   |           |  |
| Dimarco 43’ Çalhanoğlu 48’ (rig.) | Marcatori |  |

| Arbitro: | Guida (Torre Annunziata) |

|              |           |              |
| Vlahović 27’ | Marcatori | 33’ Martínez |

| Arbitro: | Massa (Imperia) |

|  |           |                                       |
|  | Marcatori | 44’ Çalhanoğlu 61’ Barella 85’ Thuram |

| Arbitro: | Di Bello (Brindisi) |

|                                                           |           |  |
| Çalhanoğlu 37’ (rig.) Dimarco 42’ Thuram 44’ Martínez 84’ | Marcatori |  |

| Arbitro: | Maresca (Napoli) |

|  |           |                         |
|  | Marcatori | 40’ Martínez 66’ Thuram |

| Arbitro: | Marcenaro (Genova) |

|                         |           |  |
| Bisseck 43’ Barella 78’ | Marcatori |  |

| Arbitro: | Doveri (Roma 1) |

|                |           |                |
| Drăgușin 45+7’ | Marcatori | 42’ Arnautović |

| Arbitro: | Fabbri (Ravenna) |

|                             |           |           |
| Martínez 13’ Frattesi 90+3’ | Marcatori | 74’ Henry |

#### Girone di ritorno
| Arbitro: | Rapuano (Rimini) |

|                    |           |                                                                |
| Pessina 68’ (rig.) | Marcatori | 12’ (rig.), 60’ Çalhanoğlu 14’, 84’ (rig.) Martínez 88’ Thuram |

| Arbitro: | Colombo (Como) |

|                                                     |           |  |
| Darmian 26’ Martínez 45+1’ Dimarco 54’ Frattesi 71’ | Marcatori |  |

| Arbitro: | Aureliano (Bologna) |

|  |           |              |
|  | Marcatori | 14’ Martínez |

| Arbitro: | Maresca (Napoli) |

|                  |           |  |
| Gatti 37’ (aut.) | Marcatori |  |

| Arbitro: | Guida (Torre Annunziata) |

|                             |           |                                                         |
| Mancini 28’ El Shaarawy 44’ | Marcatori | 17’ Acerbi 49’ Thuram 56’ (aut.) Angeliño 90+3’ Bastoni |

| Arbitro: | Piccinini (Forlì) |

|                                                     |           |  |
| Thuram 17’ Martínez 19’ Dumfries 40’ Arnautović 90’ | Marcatori |  |

| Arbitro: | Doveri (Roma 1) |

|  |           |                                            |
|  | Marcatori | 15’, 56’ Martínez 54’ Frattesi 67’ De Vrij |

| Arbitro: | Ayroldi (Molfetta) |

|                                |           |             |
| Asllani 30’ Sánchez 38’ (rig.) | Marcatori | 54’ Vásquez |

| Arbitro: | Pairetto (Nichelino) |

|  |           |             |
|  | Marcatori | 37’ Bisseck |

| Arbitro: | La Penna (Roma 1) |

|             |           |                |
| Darmian 43’ | Marcatori | 81’ Juan Jesus |

| Arbitro: | Dionisi (L'Aquila) |

|                        |           |  |
| Dimarco 6’ Sánchez 81’ | Marcatori |  |

| Arbitro: | Piccinini (Forlì) |

|               |           |                                      |
| Samardžić 40’ | Marcatori | 55’ (rig.) Çalhanoğlu 90+5’ Frattesi |

| Arbitro: | Fourneau (Roma 1) |

|                                  |           |                          |
| Thuram 12’ Çalhanoğlu 74’ (rig.) | Marcatori | 65’ Shomurodov 83’ Viola |

| Arbitro: | Colombo (Como) |

|            |           |                       |
| Tomori 80’ | Marcatori | 18’ Acerbi 49’ Thuram |

| Arbitro: | Ferrieri Caputi (Livorno) |

|                            |           |  |
| Çalhanoğlu 56’, 60’ (rig.) | Marcatori |  |

| Arbitro: | Marchetti (Ostia Lido) |

|               |           |  |
| Laurienté 20’ | Marcatori |  |

| Arbitro: | Giua (Olbia) |

|  |           |                                                                  |
|  | Marcatori | 19’ Frattesi 60’ Arnautović 77’ Buchanan 80’ Martínez 84’ Thuram |

| Arbitro: | Sacchi (Macerata) |

|              |           |            |
| Dumfries 87’ | Marcatori | 32’ Kamada |

| Arbitro: | Zufferli (Udine) |

|                       |           |                       |
| Noslin 17’ Suslov 37’ | Marcatori | 10’, 45+1’ Arnautović |

### Coppa Italia

#### Fase finale
| Arbitro: | La Penna (Roma 1) |

|                    |           |                         |
| Carlos Augusto 92’ | Marcatori | 112’ Beukema 116’ Ndoye |

### UEFA Champions League

#### Fase a gironi
| Arbitro: | Oliver |

|           |           |              |
| Méndez 4’ | Marcatori | 87’ Martínez |

| Arbitro: | Makkelie |

|            |           |  |
| Thuram 62’ | Marcatori |  |

| Arbitro: | Letexier |

|                                   |           |            |
| Sánchez 19’ Çalhanoğlu 64’ (rig.) | Marcatori | 57’ Gloukh |

| Arbitro: | Gözübüyük |

|  |           |                     |
|  | Marcatori | 85’ (rig.) Martínez |

| Arbitro: | Treimanis |

|                         |           |                                                |
| João Mário 5’, 13’, 34’ | Marcatori | 51’ Arnautović 58’ Frattesi 72’ (rig.) Sánchez |

| Milano 12 dicembre 2023, ore 21:00 CET 6ª giornata | Inter   | 0 – 0 referto | Real Sociedad | Stadio Giuseppe Meazza (69 010 spett.)\| Arbitro: \| Schärer \| |
| Arbitro:                                           | Schärer |               |               |                                                                 |

#### Fase a eliminazione diretta
| Arbitro: | Kovács |

|                |           |  |
| Arnautović 79’ | Marcatori |  |

| Arbitro: | Marciniak |

|                            |                      |                                             |
| Griezmann 35’ Depay 87’    | Marcatori            | 33’ Dimarco                                 |
| Depay Saúl Riquelme Correa | Tiri di rigore 3 – 2 | Çalhanoğlu Sánchez Klaassen Acerbi Martínez |

### Supercoppa italiana

#### Semifinale
| Arbitro: | Marchetti (Ostia Lido) |

|                                               |           |  |
| Thuram 17’ Çalhanoğlu 50’ (rig.) Frattesi 87’ | Marcatori |  |

#### Finale
| Arbitro: | Rapuano (Rimini) |

|  |           |                |
|  | Marcatori | 90+1’ Martínez |

## Statistiche

### Statistiche di squadra
| Competizione        | Punti | In casa | In casa | In casa | In casa | In casa | In casa | In trasferta | In trasferta | In trasferta | In trasferta | In trasferta | In trasferta | In campo neutro | In campo neutro | In campo neutro | In campo neutro | In campo neutro | In campo neutro | Totale | Totale | Totale | Totale | Totale | Totale | DR  |
| Competizione        | Punti | G       | V       | N       | P       | Gf      | Gs      | G            | V            | N            | P            | Gf           | Gs           | G               | V               | N               | P               | Gf              | Gs              | G      | V      | N      | P      | Gf     | Gs     | DR  |
| ------------------- | ----- | ------- | ------- | ------- | ------- | ------- | ------- | ------------ | ------------ | ------------ | ------------ | ------------ | ------------ | --------------- | --------------- | --------------- | --------------- | --------------- | --------------- | ------ | ------ | ------ | ------ | ------ | ------ | --- |
| Serie A             | 94    | 19      | 14      | 4       | 1       | 44      | 11      | 19           | 15           | 3            | 1            | 45           | 11           | 0               | 0               | 0               | 0               | 0               | 0               | 38     | 29     | 7      | 2      | 89     | 22     | +67 |
| Coppa Italia        | -     | 1       | 0       | 0       | 1       | 1       | 2       | 0            | 0            | 0            | 0            | 0            | 0            | 0               | 0               | 0               | 0               | 0               | 0               | 1      | 0      | 0      | 1      | 1      | 2      | -1  |
| Champions League    | 12    | 4       | 3       | 1       | 0       | 4       | 1       | 4            | 1            | 2            | 1            | 6            | 6            | 0               | 0               | 0               | 0               | 0               | 0               | 8      | 4      | 3      | 1      | 10     | 7      | +3  |
| Supercoppa italiana | 0     | 0       | 0       | 0       | 0       | 0       | 0       | 0            | 0            | 0            | 0            | 0            | 0            | 2               | 2               | 0               | 0               | 4               | 0               | 2      | 2      | 0      | 0      | 4      | 0      | +4  |
| Totale              | -     | 24      | 17      | 5       | 2       | 49      | 14      | 23           | 16           | 5            | 2            | 51           | 17           | 2               | 2               | 0               | 0               | 4               | 0               | 49     | 35     | 10     | 4      | 104    | 31     | +73 |

### Andamento in campionato
| Giornata  | 1 | 2 | 3 | 4 | 5 | 6 | 7 | 8 | 9 | 10 | 11 | 12 | 13 | 14 | 15 | 16 | 17 | 18 | 19 | 20 | 21 | 22 | 23 | 24 | 25 | 26 | 27 | 28 | 29 | 30 | 31 | 32 | 33 | 34 | 35 | 36 | 37 | 38 |
| --------- | - | - | - | - | - | - | - | - | - | -- | -- | -- | -- | -- | -- | -- | -- | -- | -- | -- | -- | -- | -- | -- | -- | -- | -- | -- | -- | -- | -- | -- | -- | -- | -- | -- | -- | -- |
| Luogo     | C | T | C | C | T | C | T | C | T | C  | T  | C  | T  | T  | C  | T  | C  | T  | C  | T  | C  | T  | C  | T  | C  | T  | C  | T  | C  | C  | T  | C  | T  | C  | T  | T  | C  | T  |
| Risultato | V | V | V | V | V | P | V | N | V | V  | V  | V  | N  | V  | V  | V  | V  | N  | V  | V  | V  | V  | V  | V  | V  | V  | V  | V  | N  | V  | V  | N  | V  | V  | P  | V  | N  | N  |
| Posizione | 1 | 1 | 1 | 1 | 1 | 1 | 1 | 2 | 1 | 1  | 1  | 1  | 1  | 1  | 1  | 1  | 1  | 1  | 1  | 1  | 2  | 1  | 1  | 1  | 1  | 1  | 1  | 1  | 1  | 1  | 1  | 1  | 1  | 1  | 1  | 1  | 1  | 1  |

Legenda:

Luogo: C = Casa; T = Trasferta. Risultato: R = Rinviata; V = Vittoria; N = Pareggio; P = Sconfitta.

### Statistiche dei giocatori
Sono in corsivo i calciatori che hanno lasciato la società a stagione in corso.
| Giocatore      | Serie A  | Serie A | Serie A     | Serie A    | Coppa Italia | Coppa Italia | Coppa Italia | Coppa Italia | Champions League | Champions League | Champions League | Champions League | Supercoppa italiana | Supercoppa italiana | Supercoppa italiana | Supercoppa italiana | Totale   | Totale | Totale      | Totale     |
| Giocatore      | Presenze | Reti    | Ammonizioni | Espulsioni | Presenze     | Reti         | Ammonizioni  | Espulsioni   | Presenze         | Reti             | Ammonizioni      | Espulsioni       | Presenze            | Reti                | Ammonizioni         | Espulsioni          | Presenze | Reti   | Ammonizioni | Espulsioni |
| -------------- | -------- | ------- | ----------- | ---------- | ------------ | ------------ | ------------ | ------------ | ---------------- | ---------------- | ---------------- | ---------------- | ------------------- | ------------------- | ------------------- | ------------------- | -------- | ------ | ----------- | ---------- |
| F. Acerbi      | 29       | 3       | 1           | 0          | 1            | 0            | 0            | 0            | 6                | 0                | 1                | 0                | 2                   | 0                   | 0                   | 0                   | 38       | 3      | 2           | 0          |
| L. Agoumé      | 1        | 0       | 0           | 0          | 0            | 0            | 0            | 0            | 0                | 0                | 0                | 0                | 0                   | 0                   | 0                   | 0                   | 1        | 0      | 0           | 0          |
| E. Akinsanmiro | 1        | 0       | 0           | 0          | 0            | 0            | 0            | 0            | 0                | 0                | 0                | 0                | 0                   | 0                   | 0                   | 0                   | 1        | 0      | 0           | 0          |
| M. Arnautović  | 27       | 5       | 0           | 0          | 1            | 0            | 0            | 0            | 4                | 2                | 0                | 0                | 2                   | 0                   | 0                   | 0                   | 34       | 7      | 0           | 0          |
| K. Asllani     | 23       | 1       | 1           | 0          | 1            | 0            | 0            | 0            | 6                | 0                | 2                | 0                | 1                   | 0                   | 0                   | 0                   | 31       | 1      | 3           | 0          |
| E. Audero      | 4        | -3      | 0           | 0          | 1            | -2           | 0            | 0            | 1                | -3               | 0                | 0                | 0                   | 0                   | 0                   | 0                   | 6        | -8     | 0           | 0          |
| N. Barella     | 37       | 2       | 7           | 0          | 1            | 0            | 1            | 0            | 8                | 0                | 0                | 0                | 2                   | 0                   | 1                   | 0                   | 48       | 2      | 9           | 0          |
| A. Bastoni     | 28       | 1       | 5           | 0          | 1            | 0            | 0            | 0            | 7                | 0                | 0                | 0                | 1                   | 0                   | 0                   | 0                   | 37       | 1      | 5           | 0          |
| Y. Bisseck     | 16       | 2       | 0           | 0          | 1            | 0            | 1            | 0            | 3                | 0                | 2                | 0                | 1                   | 0                   | 0                   | 0                   | 21       | 2      | 3           | 0          |
| T. Buchanan    | 10       | 1       | 0           | 0          | -            | -            | -            | -            | 0                | 0                | 0                | 0                | 0                   | 0                   | 0                   | 0                   | 10       | 1      | 0           | 0          |
| H. Çalhanoğlu  | 32       | 13      | 5           | 0          | 0            | 0            | 0            | 0            | 6                | 1                | 2                | 0                | 2                   | 1                   | 2                   | 0                   | 40       | 15     | 9           | 0          |
| Carlos Augusto | 37       | 0       | 1           | 0          | 1            | 1            | 0            | 0            | 7                | 0                | 1                | 0                | 1                   | 0                   | 0                   | 0                   | 46       | 1      | 2           | 0          |
| J. Cuadrado    | 10       | 0       | 1           | 0          | 0            | 0            | 0            | 0            | 2                | 0                | 1                | 0                | 0                   | 0                   | 0                   | 0                   | 12       | 0      | 2           | 0          |
| M. Darmian     | 33       | 2       | 2           | 0          | 1            | 0            | 1            | 0            | 7                | 0                | 0                | 0                | 2                   | 0                   | 0                   | 0                   | 43       | 2      | 3           | 0          |
| R. Di Gennaro  | 1        | 0       | 0           | 0          | 0            | 0            | 0            | 0            | 0                | 0                | 0                | 0                | 0                   | 0                   | 0                   | 0                   | 1        | 0      | 0           | 0          |
| F. Dimarco     | 30       | 5       | 1           | 0          | 1            | 0            | 0            | 0            | 7                | 1                | 0                | 0                | 2                   | 0                   | 0                   | 0                   | 40       | 6      | 1           | 0          |
| S. de Vrij     | 25       | 1       | 0           | 0          | 0            | 0            | 0            | 0            | 6                | 0                | 0                | 0                | 2                   | 0                   | 1                   | 0                   | 33       | 1      | 1           | 0          |
| D. Dumfries    | 31       | 4       | 2           | 1          | 0            | 0            | 0            | 0            | 5                | 0                | 1                | 0                | 0                   | 0                   | 0                   | 0                   | 36       | 4      | 3           | 1          |
| D. Frattesi    | 32       | 6       | 1           | 0          | 1            | 0            | 0            | 0            | 7                | 1                | 2                | 0                | 2                   | 1                   | 0                   | 0                   | 42       | 8      | 3           | 0          |
| D. Klaassen    | 13       | 0       | 1           | 0          | 1            | 0            | 0            | 0            | 4                | 0                | 0                | 0                | 0                   | 0                   | 0                   | 0                   | 18       | 0      | 1           | 0          |
| L. Martínez    | 33       | 24      | 5           | 0          | 1            | 0            | 0            | 0            | 8                | 2                | 2                | 0                | 2                   | 1                   | 0                   | 0                   | 44       | 27     | 7           | 0          |
| H. Mxit'aryan  | 36       | 2       | 4           | 0          | 1            | 0            | 0            | 0            | 7                | 0                | 2                | 0                | 2                   | 0                   | 0                   | 0                   | 46       | 2      | 6           | 0          |
| B. Pavard      | 23       | 0       | 6           | 0          | 1            | 0            | 1            | 0            | 5                | 0                | 0                | 0                | 2                   | 0                   | 0                   | 0                   | 31       | 0      | 7           | 0          |
| A. Sánchez     | 23       | 2       | 0           | 0          | 0            | 0            | 0            | 0            | 8                | 2                | 0                | 0                | 2                   | 0                   | 0                   | 0                   | 33       | 4      | 0           | 0          |
| S. Sensi       | 4        | 0       | 0           | 0          | 1            | 0            | 0            | 0            | 0                | 0                | 0                | 0                | 0                   | 0                   | 0                   | 0                   | 5        | 0      | 0           | 0          |
| Y. Sommer      | 34       | -19     | 1           | 0          | 0            | 0            | 0            | 0            | 7                | -4               | 0                | 0                | 2                   | 0                   | 0                   | 0                   | 43       | -23    | 1           | 0          |
| M. Thuram      | 35       | 13      | 3           | 0          | 1            | 0            | 0            | 0            | 8                | 1                | 0                | 0                | 2                   | 1                   | 0                   | 0                   | 46       | 15     | 3           | 0          |

## Giovanili

### Organigramma
Area direttiva
- Direttore: Massimo Tarantino[174]
- Responsabile Tecnico: Daniele Bernazzani
- Responsabile Scouting Italia: Giuseppe Giavardi
- Responsabile Medico: Marco Galli
- Responsabile Preparatori Atletici: Roberto Niccolai
- Responsabile Tecnico Attività di Base: Giuliano Rusca
- Responsabile Organizzativo Attività di Base: Rachele Stucchi
- Coordinatore Tecnico Attività di Base: Paolo Migliavacca

Area tecnica
- Allenatore Primavera: Cristian Chivu
- Allenatore Under-18: Andrea Zanchetta
- Allenatore Under-17: Tiziano Polenghi
- Allenatore Under-16: Juan Solivellas Vidal
- Allenatore Under-15: Simone Fautario

### Piazzamenti

#### Primavera
- Campionato: semifinali (fase finale)[175]
- Coppa Italia: quarti di finale[176]
- UEFA Youth League:[177] play-off[178]

#### Under-18
- Campionato: semifinali[179]

#### Under-17
- Campionato: quarti di finale[180]

#### Under-16
- Campionato: semifinali[181]

#### Under-15
- Campionato: semifinali[181]